# Jan Wjela-Radyserb

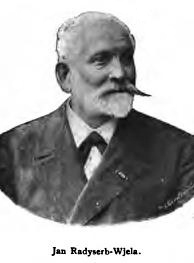
Jan Wjela-Radyserb

Jan Wjela-Radyserb (wym. [ˈjan ˈwʲɛla ˈʀadɨsɛʀp]; ur. 8 stycznia 1822 w Židowie – zm. 19 stycznia 1907 w Budziszynie), pisarz górnołużycki. 
Nawiązując do twórczości ludowej, wyrażał postępowe tendencje narodowe i społeczne (krótkie formy epickie, ballady, epigramaty, wiersze dla dzieci Basnje a balady 1955). Opowiadaniami patriotyczno-dydaktycznymi (zbiór Pojdančka k wubudźenju a k polěpšenju wutroby za Serbow 1847), historycznymi (Křiž a połmešac abo Turkojo před Wienom w lěće 1683 1883) i o tematyce społecznej (Jan Manja 1886) zapoczątkował rozwój łużyckiej prozy.